# Euphoria (プログラミング言語)
Euphoria（ユーフォリア）は、ロバート・クレイグ(Robert Craig)が開発した柔軟なデータ構造の記述が行える手続き型プログラミング言語である。元々は商用言語だが、2006年10月17日に公開されたVersion.3.0.0にて完全オープンソース化され、現在はOpenEuphoria Groupの参加者により保守が行われている。

## 特徴
特徴としては、
- シンプルな型の提供 (atom, sequence, integer, object)
- 動的/静的言語
- 洗練された初心者でも扱いやすい構文
- デバッガとプロファイラの標準提供
- 各種コレクションライブラリ
- 名前空間機能、オーバーライド修飾子
- 中間言語へ変換を行い、インタプリタとバインドして配布可能
- C言語ライブラリルーチンのバインディング
- Euphoria → C言語ソーストランスレータを標準で提供(gcc/Watcom C用)
- ソース文章化ツール EuDOC、creoleの提供(別途配布)
- GUIツールキットのラッパーライブラリ (IUP, GTK, wxWindows)の提供 (別途配布)
- Euphoriaで開発されたWiki/フォーラムソフトウェア Euweb (別途配布)
- ユニットテストツール EuTESTの標準装備
- 使用料を要さない独立した実行ファイルを作成し配布することができる
- マスコットはマングース

などがある。

## サンプルソース

### 文字列表示
```
puts(1, "あいうえお かきくけこ\n")  -- 1は標準出力
```